# Route nationale 13 (Suède)
Pour les articles homonymes, voir Route nationale 13.
La route nationale 13 (en suédois : Riksväg 13) est une route nationale entre Ystad et Ängelholm en Suède,.

## Présentation
La route nationale 13 part de la ville portuaire méridionale d'Ystad et traverse le comté de Scanie vers le nord et le nord-ouest jusqu'à Ängelholm.
La route part du port de traversiers d'Ystad en biburquant de la route nationale 9 et la route européenne 65.
Puis la route nationale 13 se dirige vers le nord, croise la route nationale 11 à Sjöbo et la route européenne 22 à Hörby.
À Höör, elle croise la route nationale 23 et continue vers le nord-ouest, traverse Röstånga puis elle contourne Klippan avec la route nationale 21.
Enfin, la route se termine en rejoignant la route européenne 6 qui contourne Ängelholm.
La route nationale 13 s'étend sur une longueur de 131 kilomètres.

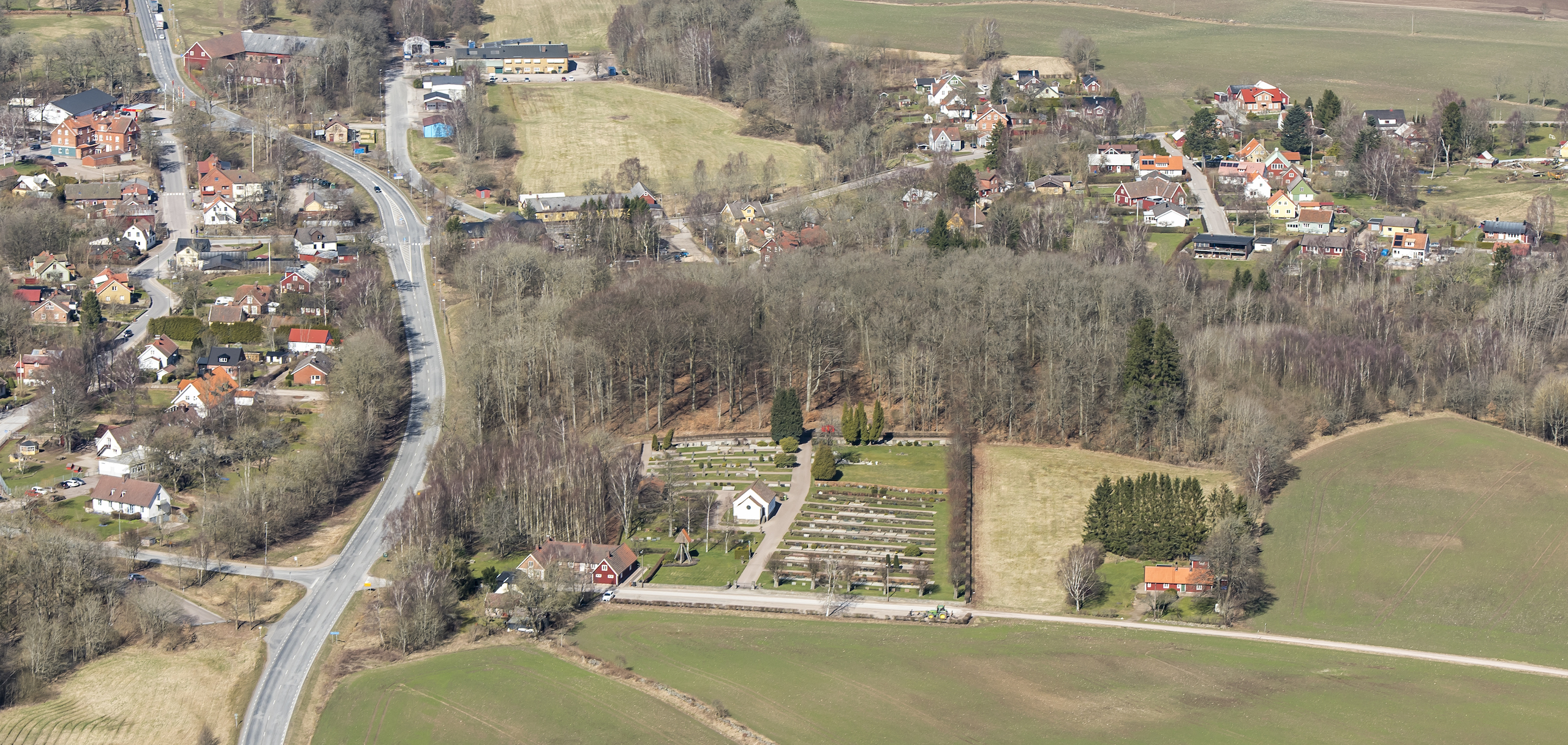
L’église de Röstånga, la route nationale 13 à gauche.

## Tracé
| Km     | Lieu          | Carte interactive |
| ------ | ------------- | ----------------- |
| 0 km   | Ystad         |                   |
|        | Sjöbo         |                   |
| 53 km  | Hörby         |                   |
|        | Ludvigsborg   |                   |
|        | Höör          |                   |
| 78 km  | Stockamöllan  |                   |
|        | Billinge      |                   |
|        | Röstånga      |                   |
| 91 km  | Skäralid      |                   |
|        | Ljungbyhed    |                   |
|        | Klippan       |                   |
| 115 km | Östra Ljungby |                   |
|        | Munka-Ljungby |                   |
| 132 km | Ängelholm     |                   |